# سامسونج أتيف أوديسي
سامسونج أتيف أوديسي (بالإنجليزية: Samsung Ativ Odyssey)‏ هو هاتف ذكي من إلكترونيات سامسونج ضمن سلسلة سامسونج أتيف يعمل بنظام ويندوز فون، تم طرحه في الأسواق في 2013.

## الخصائص
- نظام التشغيل: ويندوز فون
- الشاشة: 480×800
- الذاكرة: 8 جيجابايت